# Cleidion luziae
Cleidion luziae är en törelväxtart som beskrevs av Kulju. Cleidion luziae ingår i släktet Cleidion och familjen törelväxter. Inga underarter finns listade i Catalogue of Life.